# 신화난 MALL

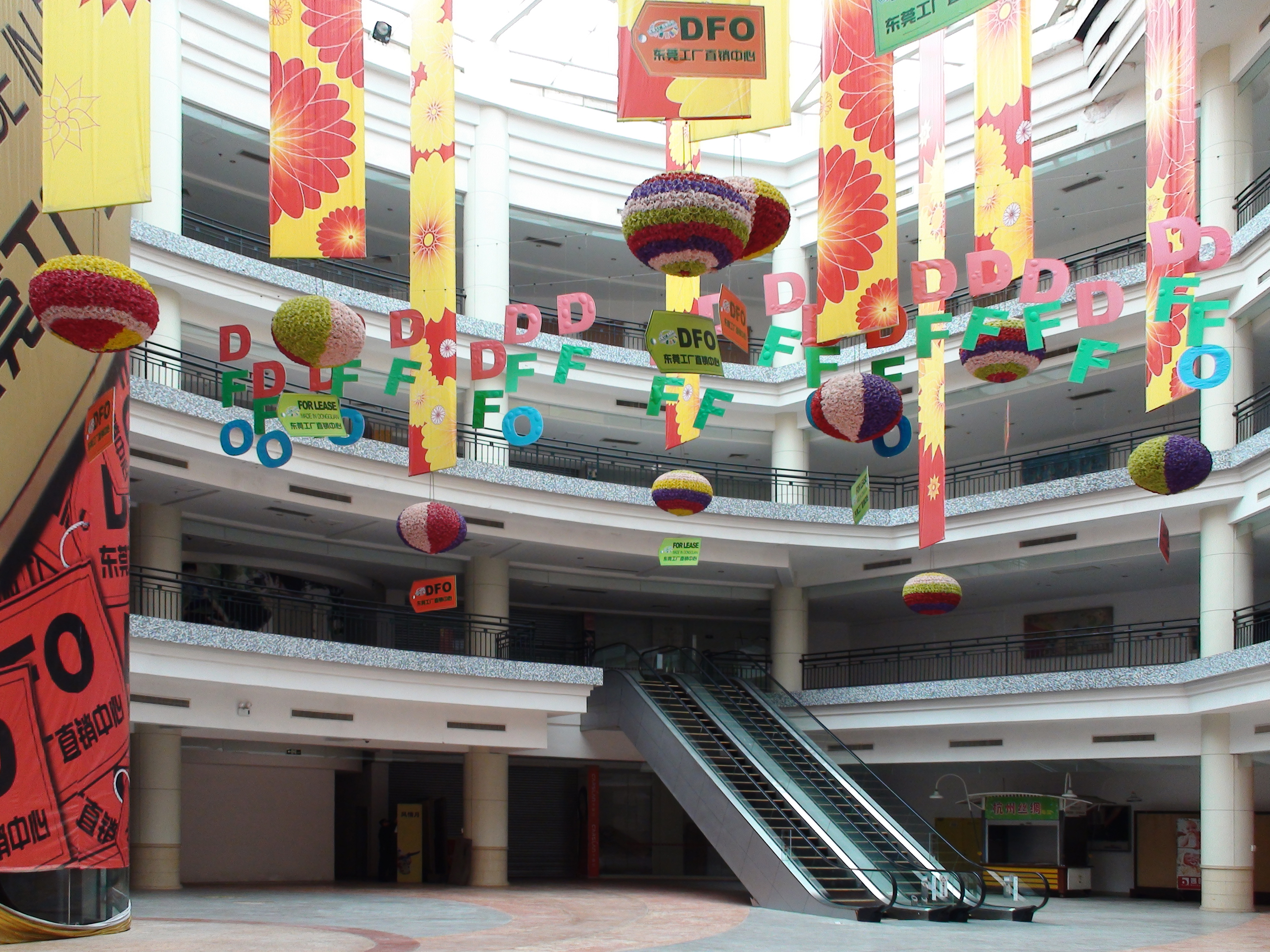
신화난 MALL

신화난 MALL(중국어: 新華南-)은 중국 광둥성 둥관 시에 있는 중국 최대의 쇼핑 센터이다. 세계 최대의 규모를 자랑하며 암스테르담, 그리스, 이집트, 로마 등 7개의 존으로 나누어 세계 각국의 유명도시의 느낌을 잘 살렸으며 약 2500개의 점포가 입점가능하지만 교통이 불편해 접근성이 떨어져 거의 모든 공간이 공실이다.